# Herrarnas tempolopp i landsvägscykling vid olympiska sommarspelen 2004
Herrarnas tempolopp i landsvägscykling vid olympiska sommarspelen 2004.

## Medaljörer
| Event               | Guld                        | Silver           | Brons                     |
| Herrarnas tempolopp | Viatcheslav Ekimov Ryssland | Bobby Julich USA | Michael Rogers Australien |

## Resultat
| Plats | Cyklist                         | Tid        |
| ----- | ------------------------------- | ---------- |
| 1     | Viatcheslav Ekimov (RUS)        | 57:50.58   |
| 2     | Bobby Julich (USA)              | 57:58.19   |
| 3     | Michael Rogers (AUS)            | 58:01.67   |
| 5     | Michael Rich (GER)              | 58:09.46   |
| 6     | Alexandre Vinokourov (KAZ)      | 58:58.14   |
| 7     | Jan Ullrich (GER)               | 59:02.04   |
| 8     | Santiago Botero (COL)           | 59:04.76   |
| 9     | Igor González de Galdeano (ESP) | 59:27.25   |
| 10    | Fabian Cancellara (SUI)         | 59:42.38   |
| 11    | Yuriy Krivtsov (UKR)            | 59:49.40   |
| 12    | Christophe Moreau (FRA)         | 59:50.28   |
| 13    | Marc Wauters (BEL)              | 59:59.63   |
| 14    | Michal Hrazdira (CZE)           | 1:00:07.23 |
| 15    | Víctor Hugo Peña (COL)          | 1:00:09.89 |
| 16    | Iván Gutiérrez (ESP)            | 1:00:22.80 |
| 17    | Rene Andrle (CZE)               | 1:00:27.29 |
| 18    | Peter van Petegem (BEL)         | 1:00:31.49 |
| 19    | Frank Høj (DEN)                 | 1:00:35.73 |
| 20    | Thomas Dekker (NED)             | 1:00:37.49 |
| 21    | László Bodrogi (HUN)            | 1:00:38.05 |
| 22    | Serhiy Honchar (UKR)            | 1:00:44.31 |
| 23    | Evgeny Vakker (KGZ)             | 1:01:00.47 |
| 24    | Sérgio Paulinho (POR)           | 1:01:21.10 |
| 25    | Benoît Joachim (LUX)            | 1:01:25.63 |
| 26    | Rubens Bertogliati (SUI)        | 1:02:16.56 |
| 27    | Kurt Asle Arvesen (NOR)         | 1:02:21.28 |
| 28    | Evgeni Petrov (RUS)             | 1:02:50.32 |
| 29    | Stuart Dangerfield (GBR)        | 1:03:00.72 |
| 20    | Dawid Krupa (POL)               | 1:03:07.05 |
| 31    | Thor Hushovd (NOR)              | 1:03:10.36 |
| 32    | Heath Blackgrove (NZL)          | 1:03:20.11 |
| 33    | Thomas Lövkvist (SWE)           | 1:03:43.70 |
| 34    | Gorazd Stangelj (SLO)           | 1:03:45:84 |
| 35    | Matej Jurčo (SVK)               | 1:04:22.58 |
| 36    | Slawomir Kohut (POL)            | 1:06:19.29 |
| —     | Andrey Kashechkin (KAZ)         | DNF        |
| —     | Robert Hunter (RSA)             | DNS        |
| —     | Filippo Pozzato (ITA)           | DNS        |
| DSQ   | Tyler Hamilton (USA)            | 57:31.74   |

(DNS/F = Did Not Start/Finish = Slutade/Började inte)